# Liroconite
La liroconite (simbolo IMA:  Lro) è un raro minerale appartenente alla famiglia dei "fosfati, arseniati e vanadati" con composizione chimica Cu2Al(AsO4)(OH)4 • 4(H2O).
Da un punto di vista chimico la liroconite è un arseniato basico e idrato di rame e alluminio.

## Etimologia e storia
La liroconite prende il nome dalle parole greche λειρός ('pallido' o 'chiaro') e κουία ('polvere') in riferimento al suo delicato tratto azzurro.
La liroconite fu trovata per la prima volta nella miniera "Wheal Gorland" vicino a Gwennap in Cornovaglia (Inghilterra) e fu descritta per la prima volta nel 1822 da Friedrich Mohs, che descrisse il minerale come lirokon-malachit (liroconite malachite). Wilhelm Karl Ritter von Haidinger cambiò questo nome in liroconite nel 1825 quando tradusse l'opera di Mohs Treatise on Mineralogy of the Natural History of the Mineral Kingdom (Trattato di mineralogia della storia naturale del regno minerale).

## Classificazione
Nella classica nona edizione della sistematica dei minerali di Strunz la liroconite è elencata nella classe "8. Fosfati, arseniati, vanadati" e nella sottoclasse "8.D Fosfati, ecc. con anioni aggiuntivi, con H2O"; questa viene ulteriormente suddivisa in base alla dimensione dei cationi coinvolti, in modo da trovare la liroconite nella sezione "8.DF Con soltanto cationi di media dimensione, (OH,ecc.):RO4 > 3:1" dove è l'unico membro del sistema nº 8.DF.20.
Tale classificazione viene mantenuta anche nell'edizione successiva, proseguita dal database "mindat.org" e chiamata Classificazione Strunz-mindat.
Nella Sistematica dei lapis (Lapis-Systematik) di Stefan Weiß la liroconite si trova nella classe dei "fosfati, arseniati e vanadati" e nella sottoclasse dei "fosfati idrati, con anioni estranei"; qui è nella sezione dei "cationi di medie dimensioni: Cu-Zn-Mn-Al-Fe" dove forma il sistema nº VII/D.20 insieme a barrotite, calcofillite, ceruleite, leogangite, parnauite e zapatalite.
Anche nella classificazione dei minerali secondo Dana, usata principalmente nel mondo anglosassone, la liroconite si trova nella classe dei "fosfati, arseniati e vanadati" e nella sottoclasse dei "fosfati idrati ecc., con idrossile o alogeno"; qui è nella sezione dei "fosfati idrati ecc., con idrossile o alogeno con [formula] (AB)3(XO4)Zq • (H2O)" dove è l'unico membro del sistema nº 42.02.01.

## Abito cristallino
La liroconite cristallizza nel sistema monoclino con il gruppo spaziale I2/a con i parametri reticolari a = 12,664(2) Å, b = 7,553(2) Å, c = 9,914(3) Å e β = 91,32°, oltre ad avere 4 unità di formula per cella unitaria.

## Origine e giacitura

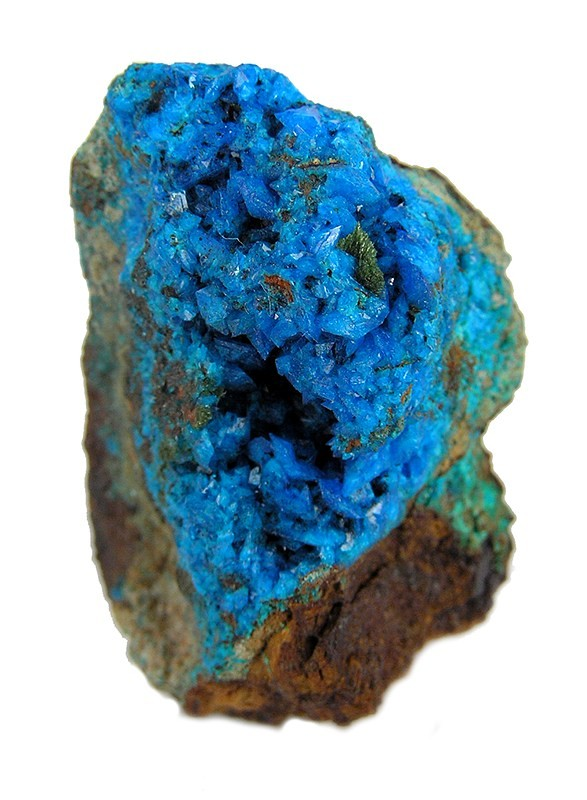
Esemplare di liroconite trovato nelle miniere "Poldice" in Cornovaglia, Inghilterra

La liroconite è un raro minerale secondario nella zona ossidata di alcuni depositi di rame; i minerali associati sono olivenite, calcofillite, clinoclasio, cornwallite, strashimirite, malachite, cuprite e limonite.
La località tipo della liroconite è "Wheal Gorland" a St Day (50.24167°N 5.18389°W) in Cornovaglia (Inghilterra); sempre in Cornovaglia altri siti sono, solo per citarne alcuni: Calstock, St Ewe e St Ives, ma anche Allerdale (in Cumbria) e Alderley Edge nel Cheshire (tutti in Gran Bretagna).
Altri luoghi di ritrovamento sono Tolone (in Francia); la miniera "Altväter samt Eschig" a Sayda (Sassonia), Bad Lobenstein e Hirschberg (Turingia), tutte in Germania; nell'oblast' di Sverdlovsk e a Tuva (Russia); a Ľubietová e Špania Dolina (Slovacchia).
Ritrovamenti anche in Cina (contea di Linwu) e nelle contee statunitensi di Cochise (Arizona), di Inyo (California) e di Sussex.

## Forma in cui si presenta in natura
La liroconite sviluppa principalmente cristalli trasparenti o traslucidi di forma lenticolare o dipiramide, ma anche aggregati minerali granulari o massivi e di colore da blu a verde; il colore del suo striscio sulla mattonella di prova è azzurro.